# Johan Ståhl
Karl Nils Johan Ståhl, född den 22 juni 1979 i Uppsala församling i Uppsala, är en svensk illusionist. Han vann 2021 års upplaga av talangtävlingsprogrammet Talang, och erhöll därmed vinstpotten på 500 000 kronor. Vid sin audition för säsongen skickade jurymedlemmen Bianca Ingrosso honom direkt till finalen genom att använda sin "golden buzzer". Han deltog 2012 i trolleri-VM i England, där han slutade tvåa. Han deltog även i den första säsongen, Talang 2007, där han tog sig vidare till semifinal innan han åkte ut.